# Prognorisma costata
Prognorisma costata är en fjärilsart som beskrevs av Otto Staudinger. Prognorisma costata ingår i släktet Prognorisma och familjen nattflyn. Inga underarter finns listade i Catalogue of Life.